# Zo ver weg
Zo ver weg is de vierde single van de Vlaamse popgroep Mama's Jasje. De single werd in 1991 op een 7"-grammofoonplaat uitgebracht en was het eerste nummer van de popgroep dat een hitlijst haalde. In 1996 namen Guus Meeuwis & Vagant het nummer ook op en brachten het uit als single. Zij scoorden met hun versie een gigantische hit in Nederland; het haalde 3e positie in de Nederlandse Top 40. In 2002 maakte de zanger Starkoo een après-ski versie van het nummer, die naast de eerdere twee versies de Single Top 100 ook behaalde. 

## Tracklist
- 'Zo ver weg'
- 'Zo ver weg' (instrumentaal)

## Hitnotering

### Mama's Jasje

#### Single Top 100
| Hitnotering: 08-02-1992 t/m 21-03-1992 | Hitnotering: 08-02-1992 t/m 21-03-1992 | Hitnotering: 08-02-1992 t/m 21-03-1992 | Hitnotering: 08-02-1992 t/m 21-03-1992 | Hitnotering: 08-02-1992 t/m 21-03-1992 | Hitnotering: 08-02-1992 t/m 21-03-1992 | Hitnotering: 08-02-1992 t/m 21-03-1992 | Hitnotering: 08-02-1992 t/m 21-03-1992 | Hitnotering: 08-02-1992 t/m 21-03-1992 |
| Week                                   | 1                                      | 2                                      | 3                                      | 4                                      | 5                                      | 6                                      | 7                                      |                                        |
| -------------------------------------- | -------------------------------------- | -------------------------------------- | -------------------------------------- | -------------------------------------- | -------------------------------------- | -------------------------------------- | -------------------------------------- | -------------------------------------- |
| Nummer                                 | 92                                     | 80                                     | 75                                     | 63                                     | 57                                     | 56                                     | 69                                     | uit                                    |

### Guus Meeuwis & Vagant

#### Top 40
| Hitnotering: 15-06-1996 t/m 24-08-1996 | Hitnotering: 15-06-1996 t/m 24-08-1996 | Hitnotering: 15-06-1996 t/m 24-08-1996 | Hitnotering: 15-06-1996 t/m 24-08-1996 | Hitnotering: 15-06-1996 t/m 24-08-1996 | Hitnotering: 15-06-1996 t/m 24-08-1996 | Hitnotering: 15-06-1996 t/m 24-08-1996 | Hitnotering: 15-06-1996 t/m 24-08-1996 | Hitnotering: 15-06-1996 t/m 24-08-1996 | Hitnotering: 15-06-1996 t/m 24-08-1996 | Hitnotering: 15-06-1996 t/m 24-08-1996 | Hitnotering: 15-06-1996 t/m 24-08-1996 | Hitnotering: 15-06-1996 t/m 24-08-1996 |
| Week                                   | 1                                      | 2                                      | 3                                      | 4                                      | 5                                      | 6                                      | 7                                      | 8                                      | 9                                      | 10                                     | 11                                     |                                        |
| -------------------------------------- | -------------------------------------- | -------------------------------------- | -------------------------------------- | -------------------------------------- | -------------------------------------- | -------------------------------------- | -------------------------------------- | -------------------------------------- | -------------------------------------- | -------------------------------------- | -------------------------------------- | -------------------------------------- |
| Positie                                | 17                                     | 9                                      | 6                                      | 4                                      | 3                                      | 3                                      | 6                                      | 11                                     | 14                                     | 23                                     | 40                                     | uit                                    |

#### Single Top 100
| Hitnotering: 08-06-1996 t/m 07-09-1996 | Hitnotering: 08-06-1996 t/m 07-09-1996 | Hitnotering: 08-06-1996 t/m 07-09-1996 | Hitnotering: 08-06-1996 t/m 07-09-1996 | Hitnotering: 08-06-1996 t/m 07-09-1996 | Hitnotering: 08-06-1996 t/m 07-09-1996 | Hitnotering: 08-06-1996 t/m 07-09-1996 | Hitnotering: 08-06-1996 t/m 07-09-1996 | Hitnotering: 08-06-1996 t/m 07-09-1996 | Hitnotering: 08-06-1996 t/m 07-09-1996 | Hitnotering: 08-06-1996 t/m 07-09-1996 | Hitnotering: 08-06-1996 t/m 07-09-1996 | Hitnotering: 08-06-1996 t/m 07-09-1996 | Hitnotering: 08-06-1996 t/m 07-09-1996 | Hitnotering: 08-06-1996 t/m 07-09-1996 | Hitnotering: 08-06-1996 t/m 07-09-1996 |
| Week                                   | 1                                      | 2                                      | 3                                      | 4                                      | 5                                      | 6                                      | 7                                      | 8                                      | 9                                      | 10                                     | 11                                     | 12                                     | 13                                     | 14                                     |                                        |
| -------------------------------------- | -------------------------------------- | -------------------------------------- | -------------------------------------- | -------------------------------------- | -------------------------------------- | -------------------------------------- | -------------------------------------- | -------------------------------------- | -------------------------------------- | -------------------------------------- | -------------------------------------- | -------------------------------------- | -------------------------------------- | -------------------------------------- | -------------------------------------- |
| Nummer                                 | 33                                     | 21                                     | 11                                     | 8                                      | 4                                      | 4                                      | 5                                      | 5                                      | 8                                      | 8                                      | 16                                     | 18                                     | 29                                     | 43                                     | uit                                    |

### Starkoo

#### Single Top 100
| Hitnotering: 14-12-2002 t/m 01-02-2003 | Hitnotering: 14-12-2002 t/m 01-02-2003 | Hitnotering: 14-12-2002 t/m 01-02-2003 | Hitnotering: 14-12-2002 t/m 01-02-2003 | Hitnotering: 14-12-2002 t/m 01-02-2003 | Hitnotering: 14-12-2002 t/m 01-02-2003 | Hitnotering: 14-12-2002 t/m 01-02-2003 | Hitnotering: 14-12-2002 t/m 01-02-2003 | Hitnotering: 14-12-2002 t/m 01-02-2003 |
| Week                                   | 1                                      | 2                                      | 3                                      | 4                                      | 5                                      | 6                                      | 7                                      |                                        |
| -------------------------------------- | -------------------------------------- | -------------------------------------- | -------------------------------------- | -------------------------------------- | -------------------------------------- | -------------------------------------- | -------------------------------------- | -------------------------------------- |
| Nummer                                 | 39                                     | 31                                     | 45                                     | 42                                     | 40                                     | 48                                     | 64                                     | uit                                    |

## Andere covers
In 2020 coverden Regi Penxten, Jake Reese en OT het nummer in het programma Liefde voor muziek. Deze versie bereikte de 26e positie in de Vlaamse hitlijst.